# Il mistero del castello nero
Il mistero del castello nero (The Black Castle) è un film del 1952 diretto da Nathan Juran.
È un film dell'orrore a sfondo giallo e thriller statunitense con Richard Greene, Rita Corday, John Hoyt, Boris Karloff e Stephen McNally.

## Trama
Austria, fine Settecento. Due uomini sono scomparsi nei pressi del castello del conte von Bruno. Sir Ronald Burton, sospettando che i due siano stati assassinati, si presenta sotto falso nome al castello e vede al collo della contessa Elga un amuleto che apparteneva a uno dei due. Tra Burton e la avvenente contessa, che von Bruno ha sposato in seconde nozze con un inganno, nasce una simpatia: Burton le rivela il suo vero nome e lo scopo della sua visita e, avendo ottenuto le prove della colpevolezza del conte, lascia il castello. Lungo la via del ritorno, viene però raggiunto dal dottor Meissen, che gli chiede di tornare indietro a liberare la contessa. Suo marito infatti, per punirla delle confidenze fatte all'ospite, l'ha rinchiusa in una cella. Intanto il conte ha scoperto la vera identità di sir Burton e lo getta nella stessa cella in cui è rinchiusa Elga; Meissen, per salvarli, offre ai due un potente narcotico che produce una morte apparente ma il conte, scoperto l'inganno, lo uccide e ordina la sepoltura dei due narcotizzati. Presto tuttavia termina l'effetto del narcotico e i due si riprendono; sir Burton riesce ad uccidere il conte e a lasciare il castello portando Elga con sé.

## Produzione
Il film, diretto da Nathan Juran (al suo debutto alla regia) su una sceneggiatura di Jerry Sackheim, fu prodotto da William Alland per la Universal International Pictures e girato negli Universal Studios a Universal City, California, dal 12 marzo 1952 al 4 aprile 1952.

## Colonna sonora
- Eine kleine Nachtmusik [K.525] - musica di Wolfgang Amadeus Mozart

## Distribuzione
Il film fu distribuito con il titolo The Black Castle negli Stati Uniti dal 25 dicembre 1952 (première a Los Angeles il 20 novembre 1952) al cinema dalla Universal Pictures.
Altre distribuzioni:
- in Svezia il 15 dicembre 1952 (Fasornas slott)
- in Danimarca il 13 aprile 1953 (Levende begravet)
- in Germania Ovest il 15 maggio 1953 (Das schwarze Schloß)
- in Austria nel giugno del 1953 (Das schwarze Schloß)
- in Portogallo il 12 settembre 1955 (O Castelo do Pavor)
- in Brasile (O Castelo do Pavor)
- in Italia (Il mistero del castello nero)
- in Francia (Le mystère du château noir)
- in Grecia (To mystirio tou mavrou pyrgou)

## Critica
Secondo il Morandini il film è "una variazione in costumi settecenteschi, ai limiti del plagio, di La pericolosa partita (1932), ma, nonostante gli interpreti, è un thriller di grana grossa, senza atmosfera". Secondo Leonard Maltin il film è un "melodramma gotico poco ispirato" con un Karloff sprecato".